# Dioides
Dioides är ett släkte av tvåvingar. Dioides ingår i familjen lövflugor.
Kladogram enligt Catalogue of Life:
| Dioides | \| \| Dioides fuscoapicatus \| \| \| \| \| \| Dioides pictipennis \| \| \| \| |
|         | \| \| Dioides fuscoapicatus \| \| \| \| \| \| Dioides pictipennis \| \| \| \| |
|         | Dioides fuscoapicatus                                                         |
|         |                                                                               |
|         | Dioides pictipennis                                                           |
|         |                                                                               |